# Lydia Eva
Le Lydia Eva est le dernier chalutier à vapeur qui était destiné à la pêche au hareng d'une flotte de Great Yarmouth dans le Norfolk.
Il est enregistré comme bateau du patrimoine maritime du Royaume-Uni par le National Historic Ships UK depuis 1993 et au registre de la National Historic Fleet.

## Histoire
Il est construit, à son origine, pour pêcher dans les eaux profondes face à la Norvège.
Il est réquisitionné par la Royal Navy le 10 décembre 1942 pour devenir un dépôt flottant pour l'école d'artillerie. Sous le nom de HMS Watchmoor, il est resté au service de la Royal Air Force jusqu'en 1969, date à laquelle il est mis hors service et vendu à Turner & Hickman Ltd aux îles Caïmans.
En 1972, il est acquis par le Maritime Trust (en) pour sa préservation et sa restauration. En 1995, il est racheté par Lydia Eva & Mincarlo Trust et exposé à East Anglia. Une subvention de la Heritage Lottery Fund (en) est attribuée en 2007 et permet sa restauration.